# Al-Arabi (Kuwait)
al-Arabi (arabisch النادي العربي الرياضي, DMG an-Nādī al-ʿarabī ar-Riyāḍī) ist ein kuwaitischer Sportverein, der in der Kuwaiti Premier League spielt. Der Verein mit Sitz in Mansouria wurde 1960 gegründet.
Die Fußballer von al-Arabi vertraten bisher am häufigsten Kuwait bei asiatischen Wettbewerben. Die Heimspiele werden im Sabah-as-Salam-Stadion ausgetragen. Die Sektion Fußball ist die erfolgreichste des Landes mit 17 Meisterschaften. Der nationale Pokal konnte ebenfalls 15 mal gewonnen werden und stellt einen nationalen Rekord dar. Die Saison 2008/09 beendete der Verein auf Platz fünf der Liga. Aufgrund des Pokalsieges 2008 nahm der Verein am AFC Cup 2009 teil, wo er bis ins Viertelfinale gelangte und gegen den syrischen Vertreter al-Karama im Elfmeterschießen scheiterte.

## Vereinserfolge

### National
- Kuwaiti Premier League: 1962, 1963, 1964, 1965, 1966, 1967, 1970, 1980, 1982, 1983, 1984, 1985, 1988, 1993, 1997, 2002, 2021[1]

- Kuwait Emir Cup: 1962, 1963, 1964, 1966, 1969, 1971, 1981, 1983, 1992, 1996, 1999, 2000, 2005, 2006, 2008, 2020

- Kuwait Crown Prince Cup: 1996, 1997, 1999, 2000, 2007, 2012, 2015, 2022, 2023

- Kuwait Super Cup: 2008, 2012, 2021

## Trainer (Auswahl)
- Dave Mackay (1978, 1987)
- Ján Pivarník (1998–1999, 2000–2001)
- Sebastião Lazaroni (2003–2004)
- Luís Filipe (2015)
- Juan Ignacio Martínez (2019–2020)